# クイティ・ペイ
- クウィティ・ペイ

クイティ・ペイ（Kwity Paye, 1998年11月19日 - ）は、リベリアのプロアメリカンフットボール選手。第一次リベリア内戦の難民としてギニアで生まれた。NFLのインディアナポリス・コルツに所属している。ポジションはディフェンシブエンド。

## 経歴

### 生い立ち・ハイスクール
第一次リベリア内戦の余波で、1998年11月19日にギニアの難民キャンプで生まれる。内戦で死亡した母方の祖父の名前をとりクイティ（Kwity）と名付けられた。生後6ヶ月で母、兄と共にアメリカ合衆国ロードアイランド州プロビデンスへ移住した。
アメリカンフットボールをして育ち、高校4年目のシーズンにはディフェンシブエンドとランニングバックを兼任してロードアイランド州のゲータレード年間最優秀選手賞を受賞した。
当初はボストンカレッジにコミットしていたが、後にミシガン大学へ進路を変更した。

### カレッジ
1年目の2017年シーズンは2試合に出場して5タックル、1サックを記録した。
2018年シーズンは10試合に出場して29タックル、2サックを記録した。
2019年シーズンは12試合に出場して50タックル、6.5サックを記録し、オールビッグ10セカンドチームに選出された。2020年のNFLドラフトにはアーリーエントリーせず、大学に残留した。
2020年シーズンは新型コロナウイルスの影響で短縮され、4試合の出場に留まった。
| シーズン | 試合 | タックル | タックル | タックル | タックル | タックル | インターセプト | インターセプト |
| シーズン | 試合 | Solo     | Ast      | Total    | Loss     | Sack     | FR             | FF             |
| -------- | ---- | -------- | -------- | -------- | -------- | -------- | -------------- | -------------- |
| 2017     | 2    | 0        | 4        | 4        | 1.5      | 1        | 0              | 0              |
| 2018     | 10   | 21       | 6        | 27       | 5.5      | 2        | 0              | 1              |
| 2019     | 12   | 26       | 24       | 50       | 12.5     | 6.5      | 0              | 0              |
| 2020     | 4    | 12       | 4        | 16       | 4        | 2        | 0              | 0              |
| Career   | 28   | 59       | 38       | 97       | 23.5     | 11.5     | 0              | 1              |

### インディアナポリス・コルツ
| 6 ft 2+1⁄2 in (189 cm)             | 261 lb (118 kg) | 33 in (84 cm) | 10 in (25 cm) | 4.52 s | 1.54 s | 2.61 s | 6.37 s | 35+1⁄2 in (90 cm) | 9 ft 10 in (3.00 m) | 36 回 |
| All values from Michigan's Pro Day |                 |               |               |        |        |        |        |                   |                     |       |

2021年のNFLドラフトにて全体21位でインディアナポリス・コルツから指名され、その後ルーキー契約を結んだ。
2021年シーズンは15試合に出場して32タックル、4サックを記録し、オールルーキーチームに選出された。
2022年シーズンは12試合に出場して45タックル、6サックを記録した。
2023年シーズンは16試合に出場して52タックル、8.5サックを記録した。
2024年5月2日、チームから5年目の契約オプションを行使された。2024年シーズンは15試合に出場して41タックル、8サックを記録した。